# June Haver
June Haver, född Beverly June Stovenour den 10 juni 1926 i Rock Island, Illinois, död 4 juli 2005 i Brentwood, Los Angeles, Kalifornien, var en amerikansk skådespelare. 
Haver sjöng och spelade piano i radioprogram innan hon gjorde filmdebut 1943. Haver lanserades som en ny Betty Grable men nådde aldrig samma framgång. Hon medverkade i flera sång- och dansfilmer såsom Irish Eyes Are Smiling (1944), Dolly Sisters (1945) och Look For the Silver Lining (1949). 
År 1953 fick Haver för sig att hon skulle bli nunna och gick i kloster. Sju månader senare lämnade hon klostret, gifte sig med skådespelaren Fred MacMurray och drog sig tillbaka från filmen.

## Filmografi i urval
- 1944 – Travkungen
- 1944 – En sång, en kyss, en flicka
- 1944 – Farliga flickor
- 1945 – Luft i luckan
- 1945 – Dolly Sisters
- 1946 – 3 flickor i blått
- 1947 – Vem kysser dej nu?
- 1948 – Tjo, vad vi har livat!
- 1949 – Look for the Silver Lining
- 1949 – Melodiflickan
- 1950 – Jag spelar för dej
- 1951 – Love Nest
- 1953 – En flicka för mej
- 1958 – The Lucy-Desi Comedy Hour (TV-serie)